# Гашпар, Киалонда
Эсмеваниу Киалонда Гашпар (порт. Esmevânio Kialonda Gaspar; род. 27 сентября 1997, Дундо) — ангольский футболист, защитник клуба  «Лечче» и национальной сборной Анголы.

## Карьера

### «Эштрела» Амадора
Первым профессиональный клубом футболиста был ангольский «Саграда Эсперанса», в котором начал выступать в 2018 году. Вместе с клубом становился победителем и призёром чемпионата и обладателем Суперкубка Анголы. В августе 2022 года перешёл в португальский клуб «Эштрела». Дебютировал за клуб 7 августа 2022 года в матче против клуба «Фейренсе», выйдя на замену на 65 минуте. Дебютным забитым голом за клуб отличился 15 октября 2022 года в матче против ковильянского «Спортинга». Вместе с клубом стал бронзовым призёром чемпионата, отправившись в стыковые матчи за право на повышение в классе. По итогу стыковых матчей вместе с клубом по сумме встреч победили «Маритиму», получив прямое повышение в элитный дивизион. На протяжении дебютного сезона выступал за клуб в роли одного из ключевых игроков, отличившись своим единственным забитым голом.
В июле 2023 года продлил контракт с португальским клубом до конца июня 2026 года. Первый матч в новом сезоне сыграл 23 июля 2023 года в рамках Кубка португальской лиги против клуба «Портимоненсе», выйдя на поле в стартовом составе. Дебютный матч в португальском чемпионате сыграл 13 августа 2023 года против клуба «Витория». Своим первым забитым голом в сезоне отличился 28 декабря 2023 года в матче против клуба «Арока». В начале 2024 года пропустил часть сезона из-за участия с национальной сборной в Кубке африканских наций. По итогу сезона вместе с клубом завершил чемпионат на итоговом четырнадцатом месте. На протяжении сезона продолжал выступать за португальский клуб в роли одного из ключевых игроков, также появлявшись на поле с капитанской повязкой, отличившись своим единственным забитым голом.

### «Лечче»
В июле 2024 года перешёл в итальянский клуб «Лечче», подписав трёхлетний контракт с опцией продления ещё на 2 сезона. Сумма трансфера составила порядка 2 миллионов евро. Дебютировал за клуб 12 августа 2024 года в матче Кубка Италии против клуба «Мантова», выйдя на поле в стартовом составе и отличившись также дебютным забитым голом. Дебютный матч в чемпионате сыграл 19 августа 2024 года против «Аталанты», выйдя на поле в стартовом составе. Первым результативным действием за клуб отличился 31 августа 2024 года в матче против клуба «Кальяри», отдав голевую передачу. По итогу дебютного сезона вместе с клубом завершил чемпионат на итоговом семнадцатом месте. На протяжении сезона выступал за клуб в роли одного из основных игроков, отличившись своей единственной результативной передачей.

## Международная карьера
В ноябре 2020 года футболист получил вызов в национальную сборную Анголы. Дебютировал за сборную 14 ноября 2020 года в матче против Демократической Республики Конго в рамках квалификаций на Кубок африканских наций. Дебютный гол за сборную забил 17 июня 2023 года в матче отборочного турнира Кубка африканских наций против сборной ЦАР. В январе 2024 года футболист вместе со сборной отправился на основной этап Кубка африканских наций. Первый матч на турнире футболист сыграл 15 января 2024 года против сборной Алжира, выйдя на поле в стартовом составе. Вместе со сборной футболист дошёл до четвертьфинала турнира, где 2 февраля 2024 года уступили сборной Нигерии и завершили своё выступление на турнире.

## Достижения
«Саграда Эсперанса»
- Чемпион Анголы: 2020/21
- Обладатель Суперкубка Анголы: 2021/22